# Jerapowellia burnsorum
Jerapowellia burnsorum är en fjärilsart som beskrevs av Miller 1995. Jerapowellia burnsorum ingår i släktet Jerapowellia och familjen vecklare. Inga underarter finns listade i Catalogue of Life.